# 2022年亚洲运动会火炬传递
2022年亚洲运动会火炬传递活动于2023年9月8日至9月20日在中华人民共和国浙江省11个地市举行，从杭州市出发，途径湖州市、嘉兴市、绍兴市、宁波市、舟山市、台州市、温州市、丽水市、金华市和衢州市，之后于9月20日回到杭州，期间共有2022名火炬手参加传递，涵盖杰出运动员、教练员等体育工作者，时代楷模、忠诚卫士、道德模范、劳动模范、“最美人物”等各领域的先进代表，以及对杭州亚运会有突出贡献的人士。

## 火炬设计
火炬设计方案名为“薪火”，由中国美术学院工业设计研究院院长王昀教授担任设计指导，中国美术学院教师包天钦、陈赟佳、谷丛联合带领团队历时近一年打造。火炬高730毫米，净重1200克，采用上方下圆设计。火炬上方的炬冠呈方形设计，其形状源自“琮”字最早的甲骨文字形，呈十字交叉状，设计上体现了良渚文化中玉琮的造型。下方的炬基则以代表浙江八大水系的八组水波纹为装饰。

## 圣火采集
圣火于2023年6月15日在杭州良渚古城遗址公园大莫角山完成采集。

## 传递路线
| 日期    | 地点   | 传递路线 | 参考资料 |
| ------- | ------ | --- | -------- |
| 9月8日  | 杭州市 | 西湖（涌金公园广场 → 南山路 → 湖滨路 → 环城西路 → 北山街 → 西泠桥 → 孤山路 → 平湖秋月）                                                                                     | [ 5 ]    |
| 9月9日  | 湖州市 | 湖州市行政中心南广场 → 仁皇山路 → 太湖路 → 金田路 → 湖州奥体中心 → 同心路 → 太湖路 → 太湖南岸月亮广场                                                                       | [ 6 ]    |
| 9月10日 | 嘉兴市 | 子城遗址公园 → 京杭大运河 → 春波门 → 狮子汇渡口 → 南湖红船 → 鸳湖旅社 → 南湖革命纪念馆 → 嘉兴体育中心 → 嘉兴大剧院 → 嘉兴国际会展中心 → 嘉兴市民广场                        | [ 7 ]    |
| 9月11日 | 绍兴市 | 鲁迅故里西门 → 徐渭艺术馆 → 绍兴博物馆 → 府山 → 阳明故里 → 蔡元培广场 → 绍兴奥体中心                                                                                        | [ 8 ]    |
| 9月12日 | 宁波市 | 中国港口博物馆 → 梅山湾沙滩公园 → 梅山湾大坝 → 梅山湾游步道 → 吉利汽车梅山制造基地 → 梅山综合保税区 → 宁波舟山港梅山港区集装箱码头                                          | [ 9 ]    |
| 9月13日 | 舟山市 | 沈家门渔港国际水产城广场 → 滨海大道 → 体育路 → 海天大道 → 千岛路 → 舟山海洋文化艺术中心 → 新城市民广场                                                                      | [ 10 ]   |
| 9月14日 | 台州市 | 和合公园 → 中央商务区 → 市民广场 → 台州市图书馆 → 台州市文化馆 → 台州市科技馆 → 台州市博物馆 → 青少年活动中心 → 台州海洋世界 → 吴子熊玻璃艺术馆 → 台州学院 → 台州市体育中心 | [ 11 ]   |
| 9月15日 | 温州市 | 松台广场 → 五马街 → 公园路 → 红日亭 → 古港码头 → 瓯越大桥 → 上陡门浦公园 → 瓯江光影码头 → 城市阳台                                                                          | [ 12 ]   |
| 9月16日 | 丽水市 | 丽水市行政中心 → 丽水市体育中心 → 丽水市文化馆 → 处州府城墙遗址 → 万象山公园 → 处州府城 → 浙西南革命根据地纪念馆 → 滨水公园                                                 | [ 13 ]   |
| 9月17日 | 金华市 | 金华国际友城公园 → 通济桥 → 小码头 → 飘萍路 → 宏济桥 → 中国婺剧院 → 浙中总部经济中心 → 赤山公园 → 金华亚运分村                                                              | [ 14 ]   |
| 9月19日 | 衢州市 | 孔氏南宗家庙 → 水亭门历史文化街区 → 书院大桥 → 衢州职业技术学院 → 衢州学院 → 月亮湾公园 → 花园258创新创业园 → 儿童公园 → 市政广场                                           | [ 15 ]   |
| 9月20日 | 杭州市 | 杭州城市阳台 → 西兴大桥 → 杭州物联网小镇 → 杭州奥体中心综合训练馆 → 杭州之门 → 杭州国际博览中心 → 杭州奥体中心体育馆、游泳馆 → 杭州奥体中心西广场                           | [ 16 ]   |